# Rokjá Pomtilá
Koordinaten: 15° 55′ N, 90° 40′ W
Rokjá Pomtilá ist ein Dorf am Ik’bolay-Fluss in Guatemala. Das Klima in Rokjá Pomtilá ist tropisch. Die Gemeinde selbst liegt tief im Regenwald im Department Alta Verapaz. Das Dorf liegt in einer Pufferzone des Laguna Lachuá Nationalparks und liegt ca. 200 Meter über dem Meeresspiegel.

## Bevölkerung
Die Bewohner von Rokjá Pomitilá gehören zur Gemeinschaft der Q'eqchi. Außerdem zählt die Gruppe zu den Indígenas. Dementsprechend nennt sich auch die dort gesprochene Sprache Q'eqchi (oft auch Kekchí geschrieben). Die Q'eqchi-Kultur geht auf die Tradition der Mayas zurück.
Unter dem Baumkronen des Waldes bauen die Einwohner Korn und Kardamom an.

## Tourismus
Wer Rokjá Pomtilá besuchen möchte, sollte sich in Cobán mit BIDAS (Asociación Biósfera y Desarrollo Agrícola Sostenible) in Verbindung setzen. Dort befindet sich ein Büro des Projecto Ecológico Quetzal. BIDAS ist eine private, nicht profitorientierte Organisation, die sich um eine nachhaltige Entwicklung und Erhalt von Umwelt, Sozialem, Kulturellem und um die Bildung kümmert. Das Projecto Ecológico Quetzal wurde von deutschen Studenten ins Leben gerufen und steht unter der Schirmherrschaft von BIDAS.

## Aktivitäten & Sehenswürdigkeiten
Rokjá Pomtilá ist insbesondere ein beliebtes Reiseziel für Urlauber, die das Leben Abseits des Mainstreams und das Leben der Q'eqchi Kultur kennenlernen möchten.
Neben dem Dorfleben gibt es die Möglichkeit von Regenwaldwanderungen. Die Flora und Fauna ist einzigartig. Mit etwas Glück kann man den Jaguar, Tukan, Brüllaffen und viele andere Tierarten beobachten. Der Ort ist für seine vielfältige Avifauna bekannt. Von Ornithologen wurden hier mindestens 323 verschiedene Vogelarten gesichtet.
Bootstouren führen zu Höhlen, von denen gesagt wird, dass der Ik'bolay-Fluss hier wiedergeboren wird. Dort findet man auch Fontänen und Wasserfälle, die aus den zahlreichen Kalksteinspalten dringen.
Eine weitere Höhle diente den Mayas als Bestattungsraum.